# Argançon
Argançon és un municipi francès situat al departament de l'Aube i a la regió del Gran Est. L'any 2007 tenia 105 habitants.

## Demografia

### Població
El 2007 la població de fet d'Argançon era de 105 persones. Hi havia 48 famílies de les quals 16 eren unipersonals (4 homes vivint sols i 12 dones vivint soles), 16 parelles sense fills i 16 parelles amb fills.
La població ha evolucionat segons el següent gràfic:
Habitants censats

### Habitatges
El 2007 hi havia 73 habitatges, 47 eren l'habitatge principal de la família, 21 eren segones residències i 4 estaven desocupats. 70 eren cases i 2 eren apartaments. Dels 47 habitatges principals, 42 estaven ocupats pels seus propietaris i 5 estaven llogats i ocupats pels llogaters; 5 tenien tres cambres, 14 en tenien quatre i 28 en tenien cinc o més. 37 habitatges disposaven pel capbaix d'una plaça de pàrquing. A 19 habitatges hi havia un automòbil i a 23 n'hi havia dos o més.

### Piràmide de població
La piràmide de població per edats i sexe el 2009 era:
| Homes | Edats   | Dones |
| ----- | ------- | ----- |
| 0     | 95 o +  | 0     |
| 0     | 90 a 94 | 0     |
| 0     | 85 a 89 | 4     |
| 0     | 80 a 84 | 0     |
| 0     | 75 a 79 | 0     |
| 4     | 70 a 74 | 4     |
| 0     | 65 a 69 | 4     |
| 4     | 60 a 64 | 0     |
| 4     | 55 a 59 | 0     |
| 0     | 50 a 54 | 4     |
| 4     | 45 a 49 | 4     |
| 4     | 40 a 44 | 0     |
| 16    | 35 a 39 | 12    |
| 4     | 30 a 34 | 4     |
| 0     | 25 a 29 | 0     |
| 0     | 20 a 24 | 4     |
| 0     | 15 a 19 | 4     |
| 4     | 10 a 14 | 0     |
| 12    | 5 a 9   | 4     |
| 4     | 0 a 4   | 8     |

## Economia
El 2007 la població en edat de treballar era de 72 persones, 53 eren actives i 19 eren inactives. De les 53 persones actives 51 estaven ocupades (28 homes i 23 dones) i 2 estaven aturades (2 homes). De les 19 persones inactives 6 estaven jubilades, 9 estaven estudiant i 4 estaven classificades com a «altres inactius».
Activitats econòmiques
Els 4 establiments que hi havia el 2007 eren d'empreses de construcció.
Dels 2 establiments de servei als particulars que hi havia el 2009, 1 era un paleta i 1 fusteria.
L'any 2000 a Argançon hi havia 18 explotacions agrícoles que ocupaven un total de 855 hectàrees.

## Poblacions més properes
El següent diagrama mostra les poblacions més properes.